# Nalanthamala squamicola
Nalanthamala squamicola är en svampart som först beskrevs av Berk. & Broome, och fick sitt nu gällande namn av W. Gams 1975. Nalanthamala squamicola ingår i släktet Nalanthamala och familjen Nectriaceae.   Inga underarter finns listade i Catalogue of Life.